# Toto Castiñeiras
Guillermo Castiñeiras, más conocido como Toto Castiñeiras (Mar del Plata, 5 de octubre de 1973) es un actor, payaso y director teatral argentino.

## Biografía
Comenzó a trabajar como actor a los 14 años. Trabajó como actor en Argentina, Uruguay, Chile, Brasil en teatro y para la televisión latina en Estados Unidos en una coproducción con México. 
En 1997 comenzó su labor como docente de clown y géneros puros de actuación. Su Escuela Claun Teatral, con base en Buenos Aires, se dedica a la formación de comediantes. Castiñeiras creó en 1998 en Argentina la compañía Lafarfala Teatro, para la cual escribió y dirigió tres espectáculos.
En el año 2004 fue convocado por el Cirque du Soleil para realizar dos rutinas de comedia física con participación del público en el espectáculo Quidam. Desde ese momento se convirtió en el personaje cómico central del show.[cita requerida] Giró por Canadá, Estados Unidos, México, Australia, Nueva Zelanda, Singapur, China, Portugal, España, Bélgica, Reino Unido, Brasil, Argentina, Chile, Colombia, Perú. Con el Cirque du Soleil su trabajo profesional fue ampliamente reconocido a nivel internacional.
Recibió varios premios como director teatral y como actor. Participó en diversos festivales de teatro a nivel nacional e internacional.

## Espectáculos

### Actor
- "Quidam" de Cirque du Soleil (2004 al 2009) Gira Mundial.
- "Finimondo" de Toto Castiñeiras (1999 al 2004) Espacio Abierto, Teatro Auditorium, Teatro Municipal Colon, Centro Cultural Pueyrredon de Mar del Plata. Teatro Margarita Xirgu, La Fábrica, La Usina de Buenos Aires.
- "Postdata" de Mariana Rondon, para TV Telemundo (2003)
- "Password" de Jorge Huertas, producción de la Comedia de la Provincia de Buenos Aires (2003)
- "Nuestra decencia se puso idiota" sobre textos de Armando Discépolo (2002) Centro Cultural Pueyrredon de Mar del Plata.
- "Lunatix" circo teatro (2000-2001) Teatro Auditorium y Teatro Municipal Colón de Mar del Plata, Teatro Coliseo de La Plata.
- "Payasos Imperiales" sobre obra de Marivaux (1999) Teatro Margarita Xirgu de Buenos Aires.
- "Clun" (1998-1999) Centro Cultural Recoleta de Buenos Aires.
- "Aria da capo" de Edna Saint Vincent Millay (1997) Teatro Nacional Cervantes de Buenos Aires.
- "Neptuno Cabalgando" de Luis De Mare (1997) Centro Cultural Pueyrredon y Teatro Auditorium de Mar del Plata y Paseo La Plaza de Capital Federal.
- "Primer Mundo" (1995-1996) Piccolo Teatro de Buenos Aires.
- "Zapayos Golondrinas" (1993-1995) Su primer grupo de humor.

...entre otros.

### Autor y Director
- "Finimondo" solo de clown trágico. Estrenado en el Teatro Auditorium de Mar del Plata en 1999 recorrió diversas salas de Argentina hasta el año 2004. Reestrenado en el año 2010 en el Teatro Metropolitan de Buenos Aires.
- "Desdemona, una comedia" sobre una obra de William Shakespeare (2002-2003) Por "Lafarfala Teatro". Teatro Payro y Teatro Municipal Colon de Mar del Plata y Teatro La Usina de Capital Federal.
- "Pinocho entre la luna y el sol" sobre un cuento de Carlo Collodi (2002) Para el Teatro Museo del Mar de Mar del Plata.
- "Bernarda" sobre textos de Federico García Lorca (2001) Por "Lafarfala Teatro". Teatro Municipal Colón de Mar del Plata.
- "Celestyna" sobre una obra de Fernando de Rojas (2000-2002) Por "Lafarfala Teatro". Teatro Auditorium y Teatro Municipal Colón de Mar del Plata.

## Premios
- Ganador Premio Estrella de Mar 2002 como "Mejor Dirección en Teatro" por "Celestyna".
- Ganador Mención Comedia de la Provincia de Buenos Aires 2000 por su actuación en "Finimondo".
- Ganador Mención Comedia de la Provincia de Buenos Aires 2000 por su dirección en "Celestyna".
- Ganador Segundo Premio Comedia de la Provincia de Buenos Aires 2000 por "Celestyna".
- Ganador Premio GETEA 1998 como "Mejor Espectáculo para Grandes y Chicos" por "Clun".
- Ganador Premio Estrella de Mar 1997 como "Mejor Espectáculo" por "Neptuno Cabalgando".

- Nominación Premio Estrella de Mar 2011 como "Mejor Unipersonal Dramático" por "Finimondo"
- Nominación Premio Teatros del Mundo 2010 como "Iluminación" (Omar Possemato) por "Finimondo"
- Nominación Premio Estrella de Mar 2003 como "Mejor Actriz en Teatro" (Mariela Acosta) por "Desdemona, una comedia".
- Nominación Premio Estrella de Mar 2001 como "Mejor Actor en Teatro" por "Finimondo".
- Nominación Premio Estrella de Mar 2000 como "Mejor Espectáculo" por "Celestyna".
- Nominación Premio Estrella de Mar 2000 como "Mejor Dirección en Teatro" por "Celestyna".
- Nominación Premio ACE 1998 como "Mejor Espectáculo Infantil" por "Clun".